# Estefanía de Armenia
Estefanía de Armenia (después de 1195-junio de 1220), también conocida como Rita, fue la única hija de León I, rey de Armenia con su primera esposa Isabel, cuyos orígenes son inciertos. Fue miembro de la dinastía Rubénida.

## Primeros años y familia
Estefanía fue criada por su abuela paterna Rita de Barbaron. Tenía unos diez años de edad cuando murió su madre, que no había dado a León más hijos.
La familia materna de Estefanía está en disputa. Se cree que su madre era sobrina de Sibila, la esposa de Bohemundo III de Antioquía. Otros creen que su madre era de origen austríaco y alemán.
Los abuelos paternos de Estefanía fueron Esteban de Armenia y la ya mencionada Rita. Esteban fue el hijo de León I, príncipe de Armenia.
Alrededor de 1210 el padre de Estefanía volvió a casarse con Sibila, hija de Isabel de Jerusalén. De este matrimonio ella obtuvo una media hermana, Isabel.

## Vida posterior
En abril de 1214, Estefanía se casó con Juan de Brienne. Juan acababa de perder a su primera esposa, María de Jerusalén, que era hermana de la madrastra de Estefanía, Sibila. Estefanía se convirtió en madrastra de la hija de Juan, quien más tarde se convirtió en Isabel II de Jerusalén. Estefanía dio a luz en 1216 a un hijo llamado Juan.
En mayo de 1219 el padre de Estefanía murió. Había hecho a los barones hacer un juramento de lealtad a su sobrino Raimundo Rubén, quien se convirtió en su heredero. Sin embargo, en su lecho de muerte el rey León cambió la sucesión. Hizo a su hija Isabel su heredera y liberó a los barones de su juramento de lealtad. Estefanía estaba viva en ese momento y habría tenido más derechos porque ella era la hija mayor. Además, Estefanía tuvo a su hijo Juan.
El esposo de Estefanía, Juan presionó el reclamo en nombre de su esposa. Raimundo Rubén también presionó su reclamo en el trono.
Juan dejó la quinta cruzada en febrero de 1220 con la intención de visitar Armenia para presionar la reclamación de Estefanía y su hijo. Sin embargo, en junio de 1220 Estefanía murió seguido poco tiempo después por su hijo de cuatro años de edad. Juan de Brienne ya no tenía ningún derecho sobre el trono de Armenia.
Raimundo Rubén fue capturado y terminó sus días en prisión en 1222. Esto dejó a Isabel como la única heredera de Armenia. Gobernó entre 1219-1252 y fue sucedida por su hijo León II, rey de Armenia.